# Valvata studeri
Valvata studeri is een slakkensoort uit de familie van de Valvatidae. De wetenschappelijke naam van de soort is voor het eerst geldig gepubliceerd in 1998 door Boeters & Falkner.